# Sergij (Kopylov)
Sergij (světským jménem: Viktor Nikolajevič Kopylov; * 21. srpna 1983, Grjazi) je ruský duchovní Ruské pravoslavné církve a biskup borisoglebský a buturlinovský.

## Život
Narodil se 21. srpna 1983 v Grjazi.
Po střední škole nastoupil na pedagogickou kolej v Usmani, kterou dokončil roku 2003. Poté nastoupil na Voroněžský duchovní seminář. Dne 28. března 2008 byl metropolitou voroněžským Sergijem (Fominem) postřižen na monacha se jménem Sergij na počest svatého mučedníka Sergije (Srebrjanského).
Po dokončení semináře přednášel na stejném institutě. Dne 21. září 2008 byl rukopoložen na jerodiákona a 22. prosince byl jmenován sekretářem církevního soudu eparchie. Byl vedoucím ikonopiseckého oddělení semináře. Dne 17. září 2009 byl rukopoložen na jeromonacha. Studoval také na Moskevské duchovní akademii.
Dne 25. července 2014 jej Svatý synod zvolil biskupem borisoglebským a buturlinovským. Dne 3. srpna byl povýšen na archimandritu.
Dne 22. října 2015 bylo jmenování zrušeno, a místo toho byl jmenován biskupem semilukským a vikářem voroněžské eparchie. Biskupská chirotonie proběhla 19. prosince 2015. Hlavním světitelem byl patriarcha moskevský a celé Rusi Kirill.
Dne 3. června 2016 byl rozhodnutím Svatého synodu převeden na pozici eparchiálního biskupa borisoglebské eparchie.